# Berge des Wahnsinns
Berge des Wahnsinns (Originaltitel At the Mountains of Madness) ist der Titel eines Romans von H. P. Lovecraft, der erstmals 1936 in Astounding Stories veröffentlicht und 1939 in die Sammlung The Outsider and Others aufgenommen wurde.
Die Geschichte handelt von einer Expedition in die Antarktis. Die Forscher entdecken eine uralte Stadt, die von einer außerirdischen Rasse erbaut wurde und nun von albtraumhaften Kreaturen bewohnt wird. Die Expeditionsteilnehmer werden von den Wesen angegriffen und müssen um ihr Überleben kämpfen. Dabei enthüllen sie nach und nach die schreckliche Wahrheit über die Vergangenheit der Stadt und die Existenz einer uralten kosmischen Bedrohung.
Wie zahlreiche Werke Lovecrafts knüpft auch Berge des Wahnsinns an die Cthulhu-Mythologie an und verbindet Science-Fiction- und Horrorelemente.

## Inhalt
Der Ich-Erzähler William Dyer, Geologe an der fiktiven Miskatonic-Universität, bricht sein Schweigen über seine Erlebnisse und Erkenntnisse während einer von ihm in der Vergangenheit geleiteten Expedition in die Antarktis. Er sieht sich dazu gezwungen, da aktuell eine neue Mission in die Antarktis geplant werde, von der er befürchten muss, dass die Zukunft der Menschheit bedroht sein könnte. Mit der Offenlegung der bisher geheim gehaltenen Informationen hofft er, die Öffentlichkeit aufzurütteln und die neue Expedition verhindern zu können.
Er berichtet, dass die von ihm geleitete Expedition zunächst vielversprechend beginnt. Mithilfe einer neuen Bohrvorrichtung können die Wissenschaftler in kurzer Zeit viele geologische Proben entnehmen und stoßen auf zahlreiche Fossilien. Der Biologe Lake führt aufgrund merkwürdiger dreieckiger gekritzter Abdrücke auf Schieferbruchstücken mit einem Teil der Mannschaft eine Subexpedition in nordwestlicher Richtung durch. Über Funk berichtet er, dass sie auf ein Gebirge nie gesehenen Ausmaßes mit den höchsten Gipfeln der Erde gestoßen seien. In dort vorgenommenen Sprengungen finden sie zu aller Erstaunen und Begeisterung gefrorene, nicht in den bekannten Ordnungen klassifizierbare, halb tierische, halb pflanzliche Wesen aus der Frühgeschichte der Erde. Einige der Körper sind stark beschädigt, andere anscheinend intakt. Lake führt an einem der beschädigten Exemplare eine Sektion durch und er fühlt sich an die Beschreibung der sagenhaften Alten Wesen (Old Ones) erinnert, die er aus der Lektüre des geheimnisumwobenen Necronomicon kennt. Im Verlauf bricht die Verbindung zu Lake aufgrund eines schweren Sturms in dessen Lager ab. Dyer und der im Hauptlager verbliebene Rest der Mannschaft organisieren eine Rettungsmission.
Bei Ankunft in Lakes Lager bietet sich ein Bild der Verwüstung dar: Lake und seine Männer bis auf einen (Gedney) sowie alle Schlittenhunde bis auf einen sind getötet worden. Von Gedney und dem Hund sowie drei Schlitten fehlt jede Spur. Die beschädigten Alten Wesen sind in Schneehügeln bestattet, während die intakten Exemplare verschwunden sind.
Dyer und ein Student, Danforth, beschließen, mit dem Flugzeug die massive Gebirgskette zu überfliegen. Dort entdecken sie auf einer Hochebene, die sie für das sagenhafte Plateau von Leng halten, die Ruinen einer riesigen, Millionen Jahre alten Stadt. Nachdem sie unter Lebensgefahr gelandet sind, erforschen sie die Stadt. In den Gebäuden finden sie an den Wänden kunstvolle Basreliefs, aus denen sie sich die Geschichte der Alten Wesen erschließen. Hier lernen sie, dass die Alten ursprünglich aus dem Weltraum zur Erde gekommen sind, noch bevor es irgendwelches Leben auf ihr gab. Sie schufen das Leben auf der Erde und bauten mit Hilfe der von ihnen geschaffenen, protoplasmatischen, durch Hypnose kontrollierten Wesen, den Schoggothen, ihre riesigen Städte. Im Verlauf entwickelten sich die Schoggothen weiter und bildeten eine eigene Intelligenz und einen eigenen Willen aus, der sie mehrfach gegen ihre Herren rebellieren ließ. Erzählt wird in den Reliefs auch von der Ankunft weiterer Arten außerirdischer Wesen, die mit den Alten Wesen um Land auf der Erde kämpften. In den Jahrmillionen ihrer Geschichte verloren die Alten Wesen ihre Fähigkeit, in den Weltraum zu fliegen und neue Kreaturen zu erschaffen. Die Reliefs zeigen eine Veränderung des Stils, der von Dyer als zunehmend dekadent interpretiert wird. In den vielen Kämpfen mit den anderen außerirdischen Wesen und den Schoggothen werden die Alten Wesen schließlich dazu gezwungen, sich in ihr ursprüngliches antarktisches Siedlungsgebiet zurückzuziehen.
Dyer und Danforth stoßen auf frische Schleifspuren eines Schlittens auf dem Boden und folgen ihnen. Sie finden die Schlitten aus Lakes Lager und darauf angebunden die Leiche Gedneys und den toten Hund. Sie stoßen auf riesige, jedoch friedliche und augenscheinlich durch etwas Schreckliches geängstigte blinde Albinopinguine. Weiter den Spuren folgend gelangen sie in den Untergrund der Stadt, wo sie schließlich mehrere der Großen Alten, die Lake aufgetaut und dadurch wieder zum Leben erweckt hatte, enthauptet und von einer schleimigen Masse bedeckt auf dem Boden liegend finden. Ein plötzlich aus dem Abgrund erklingender Laut weckt in Dyer und Danforth eine entsetzliche Furcht und sie fliehen aus dem Tunnelsystem unter der Stadt. Um ihr Leben rennend, blicken sie noch einmal zurück und erkennen hinter sich einen schrecklichen Schoggothen, aus protoplasmatischen Blasen bestehend und mit unzähligen sich formenden und auflösenden grünlichen Augen bestückt, der sie verfolgt und bald einzuholen droht. Nur mit Glück entkommen sie und erreichen ihr Flugzeug, mit dem sie zurück zum Lager fliegen. Auf dem Rückflug erblickt Danforth angeblich eine Luftspiegelung, die ihn so sehr erschreckt, dass er sich weigert, selbst Dyer zu erzählen, was er gesehen hat. Dyer und Danforth erreichen das Lager; die Expedition wird abgebrochen und die verbliebene Mannschaft kehrt sicher zurück. Dyer und Danforth sind sich darüber einig, dass sie Stillschweigen über das Gesehene bewahren wollen.

## Hintergrund und Werkgeschichte
Lovecraft schrieb die Erzählung im Zeitraum vom 24. Februar bis zum 22. März 1931. Die Erstveröffentlichung erfolgte im Magazin Astounding Stories im Jahr 1936 (in den Ausgaben vom Februar, März und April). 1939 wurde das Werk in den Sammelband The Outsider and Others aufgenommen, mit dem die Geschichte des Verlages Arkham House begann.
Nach Der Fall Charles Dexter Ward ist der Kurzroman Berge des Wahnsinns Lovecrafts umfangreichstes erzählerisches Werk und sein wichtigster Versuch, die unheimliche Phantastik mit Science-Fiction zu verschmelzen.
Die Geschichte verdeutlicht erneut, dass die meisten Wesen des Cthulhu-Mythos außerirdischen Ursprungs sind. Für Robert M. Price, der erstmals auf diese Form der Entmythologisierung bei Lovecraft hinwies, bewegt sich die Erzählung im Kontext seines übrigen Œuvres, wenn sie den Bezug auch etwas deutlicher macht.

## Einflüsse
Der Literaturwissenschaftler und Lovecraft-Biograph S. T. Joshi weist darauf hin, dass Lovecraft bereits seit seiner Kindheit von Expeditionen in die Antarktis fasziniert war. Er verfolgte mit großem Interesse die Entdeckungsfahrten von Borchgrevink, Scott und Amundsen. Der Literaturwissenschaftler Jason Eckhardt wies auf Einflüsse der Antarktis-Expedition von Richard Evelyn Byrd in den Jahren 1928–1930 hin, die sich insbesondere zu Beginn der Erzählung zeigten.
Auch die seinerzeit diskutierten geologischen Theorien werden verarbeitet, so die von George Howard Darwin entwickelte Abspaltungstheorie der Entstehung des Mondes, oder es werden Karten erwähnt, auf denen die späteren Kontinente noch zu einer einzigen Landmasse vereinigt gezeigt werden, wobei ausdrücklich auf die Theorien der Kontinentaldrift von Frank Bursley Taylor, Alfred Wegener und John Joly verwiesen wird.
Außerdem werden in polaren Regionen typische Störungen des Kurzwellenfunkverkehrs beschrieben, wie zum Beispiel das Phänomen der Polkappenabsorption. Solche Störungen wurden bei den damaligen Polarexpeditionen beobachtet, konnten seinerzeit aber noch nicht erklärt werden.
Im Text wird mehrfach auf Edgar Allan Poes Roman The Narrative of Arthur Gordon Pym of Nantucket verwiesen, der am Ende ebenfalls in der Antarktis spielt. Lovecraft übernimmt den Ruf der urzeitlichen Wesen „Tekeli-li!“, der auch in seiner Erzählung nicht näher erläutert wird. Abgesehen von dem geheimnisvollen Ruf und dem Schauplatz haben beide Texte aber kaum etwas gemein. Nach Auffassung S. T. Joshis kann das Werk auch aus diesem Grund nicht als echte Fortsetzung von Poes Roman verstanden werden.
Weitere Verweise beziehen sich auf das bildnerische Werk des russischen Malers Nicholas Roerich, dessen Himalaya-Bilder den Autor inspirierten. Lovecraft hatte die Bilder im Nicholas-Roerich-Museum in New York gesehen.

## Ausgaben
- Erstausgabe in Astounding Stories of Super Science, Februar, März & April 1936
- englische Ausgabe: At the Mountains of Madness. In: At the Mountains of Madness: The Definitive Edition. Einleitung von China Miéville. The Modern Library, New York 2005, ISBN 0-8129-7441-7
- deutsche Erstausgabe: Berge des Wahnsinns. Deutsch von Rudolf Hermstein. In: Berge des Wahnsinns. Zwei Horrorgeschichten. Insel, Frankfurt a. M. 1970
- Taschenbuch: Phantastische Bibliothek (Suhrkamp), Band 350  = Suhrkamp-Taschenbuch 2760, Frankfurt am Main 1997, ISBN 3-518-39260-3.
- Werkausgabe: Berge des Wahnsinns. In: Necronomicon. Gesammelte Werke in 6 Bänden. Band 4. In der Reihe: H. P. Lovecrafts Bibliothek des Schreckens. Band 20, Festa 2620, Leipzig 2007, ISBN 978-3-86552-063-0.
- Neuübersetzung: Die Berge des Wahnsinns. Deutsch von Florian F. Marzin. Mit einem Nachwort des Übersetzers. Anakonda Verlag, 2022, ISBN 978-3-7306-1191-3.
- Neuübersetzung: Berge des Wahnsinns. Deutsch von Dr. Hannelore Eisenhofer. Nikol Verlag, 2022, ISBN 978-3-86820-723-1.
- Illustrierte Ausgabe in zwei Bänden: Berge des Wahnsinns. Deutsch von Rudolf Hermstein mit Illustrationen von François Baranger, Wilhelm Heyne, München 2022, ISBN 978-3-453-32255-4 (Band 1) und ISBN 978-3-453-27415-0 (Band 2)

## Adaptionen
Hörspiel
- Berge des Wahnsinns (2 CDs). Mit den Stimmen von Lutz Harder, David Nathan, Christian Rode, Friedrich Schoenfelder und Herbert Fux. Bearbeitung und Regie: Gerd Naumann. Lauschrausch, Berlin 2006, ISBN 978-3-9805820-3-2.
- Berge des Wahnsinns, Gruselkabinett-Folge 44&45, Titania Medien, 2010. Mit den Stimmen von Reiner Schöne, Jan Panczak, Eckart Dux, Bettina Weiß, Annina Braunmiller und Alexander Turrek. Recht freie Adaption, u. a. mit Geschlechtsänderungen bei einigen Figuren, ISBN 978-3-7857-4386-7.

Hörbuch
- H.P. Lovecrafts Bibliothek des Schreckens – Berge des Wahnsinns, gelesen von David Nathan, 2008.

Film
2010 kündigte Guillermo del Toro an, die Berge des Wahnsinns zu verfilmen. Die Dreharbeiten sollten im Mai 2011 beginnen und James Cameron sollte Produzent sein. Nachdem del Toro mögliche Ähnlichkeiten mit dem 2012 angelaufenen Film Prometheus – Dunkle Zeichen von Ridley Scott ausgemacht hatte, bevor er ihn sah, wollte er die Entscheidung über die mögliche Verfilmung nach Sichtung des Films treffen. Als Folge der großen Überschneidung mit Prometheus hat Universal entschieden, das Projekt auf unbestimmte Zeit zu verzögern. Im Januar 2013 kündigt del Toro in einem Interview an, dass er das Projekt aus persönlichem Interesse weiterverfolgen wird. Ob das Projekt noch weiterverfolgt wird, ist unklar.
Spiel
2017 erschien im Iello Verlag Berge des Wahnsinns (engl. Mountains of Madness) als kooperatives Brettspiel des amerikanischen Spieleautors Rob Daviau.
Die Berge des Wahnsinns dienten ebenfalls als Vorlage für das Computerspiel Conarium.